# Leonard Stroynowski

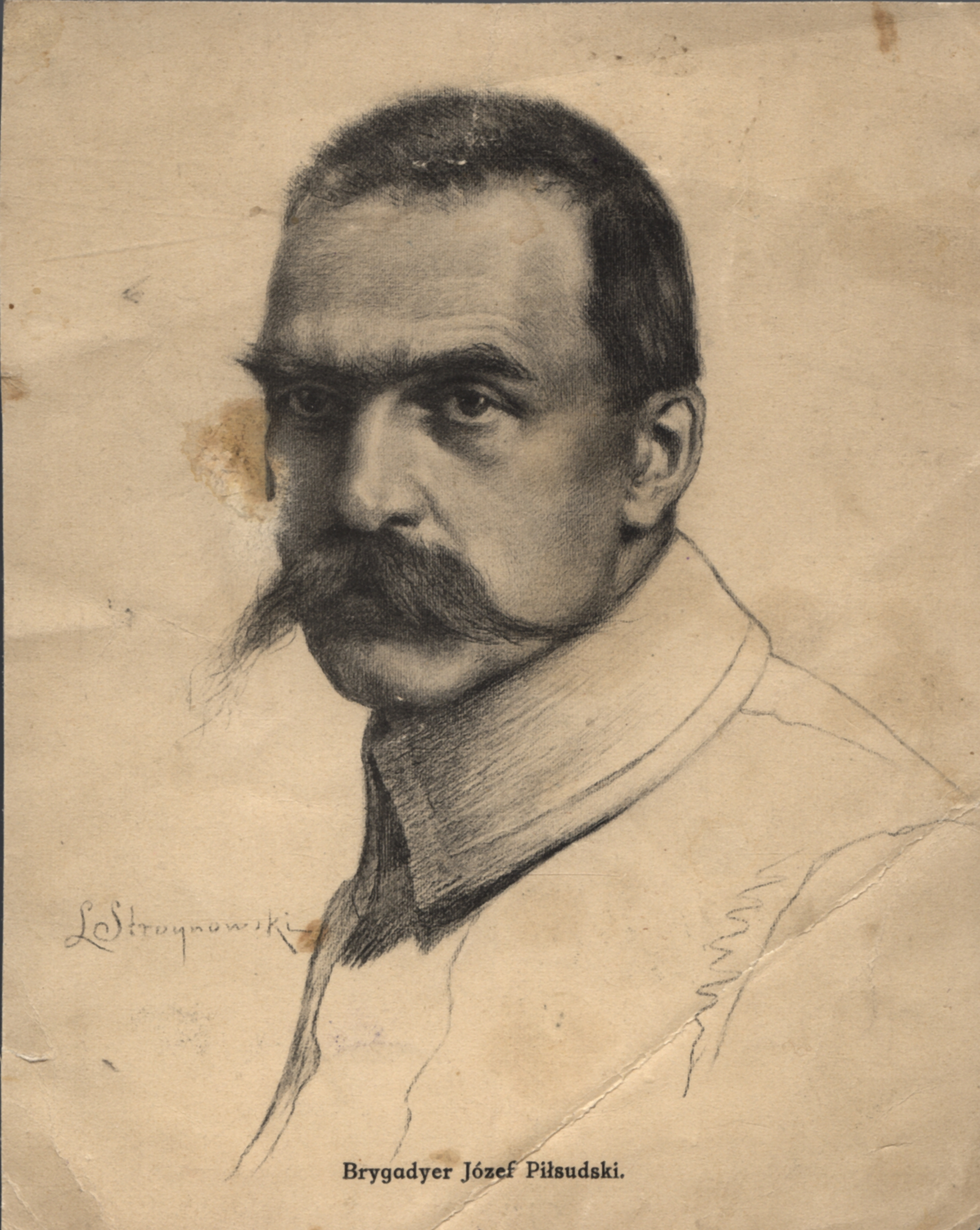
Portret Marszałka Piłsudskiego autorstwa L. Stroynowskiego

Leonard Stroynowski, wzgl. Strojnowski (ur. 1858 w Butyniu na Wołyniu, zm. 1935 w Krakowie) – malarz i pedagog związany z krakowskim środowiskiem artystycznym.

## Życiorys
Syn Ludwika Strojnowskiego i Ludwiki z Pruszyńskich. Naukę malarstwa zapoczątkował w Żytomierzu u absolwenta petersburskiej Akademii Sztuk Pięknych Włodzimierza Kislicznego. Później, w latach 1882–87 i 1890–92  odbywał studia w krakowskiej Szkole Sztuk Pięknych, m.in. u Jana Matejki, Feliksa Szynalewskiego, Władysława Łuszczkiewicza, Leopolda Löfflera  i Floriana Cynka, a także T. Gadomskiego i I. Jabłońskiego. Kilkakrotnie zdobywał nagrody, dwukrotnie wyróżniany przyznaniem stypendium (1884, 1892). Po ukończeniu studiów podróżował, przez dłuższy czas przebywając na Kaukazie, gdzie znajdował egzotyczne tematy dla swych prac (Turcy w Achalcychu), następnie osiadł w Krakowie. Prowadził pracę pedagogiczną na Wyższych Kursach dla Kobiet im. Adriana Baranieckiego jako wykładowca anatomii artystycznej i rysunku perspektywicznego.
Malował sceny rodzajowe – chętnie z życia kobiet (Pożegnanie, Przed lustrem, Kobieta przy studni) i o tematyce ludowej (Burłacy, Flisacy, Ubieranie panny młodej), różnorodne pejzaże (Kreml w Pskowie, Las, Kwitnące magnolie), portrety (m.in. Józefa Piłsudskiego, Ignacego Paderewskiego, profesora krakowskiego UJ
Lucjana Malinowskiego czy rektora lwowskiej Politechniki St. Kępińskiego). Zajmował się również malarstwem o tematyce religijnej: jego prace znalazły się w licznych kościołach Królestwa, Galicji, Wołynia i Ukrainy, m.in. w Staniątkach, Krośnie, Złoczowie. Był autorem obrazu ołtarzowego w kieleckiej bazylice katedralnej, gdzie w 1898 wraz z innymi krakowskimi artystami wykonywał polichromię wnętrz. Znany jako autor projektu mozaik wykonanych w 1922 dla kościoła konwentualnego jezuitów w Krakowie. Podejmował także tematy mitologiczne (Sąd Parysa), malował martwe natury (np. Bukiet bzów)  
Prowadził również prace konserwatorskie, m.in. w Złakowie Kościelnym, gdzie zgromadził pokaźny zbiór wycinanek łowickich, zaprezentowany następnie Towarzystwu "Polska Sztuka Stosowana". Wraz z innym uczniem Matejki, Zygmuntem Papieskim, był współautorem barwnej wersji Pocztu królów i książąt polskich (wykonanej według rysunków mistrza olejem na płótnie) – w tej postaci niezwykle popularnego (m.in. publikowanego na pocztówkach przez Salon Malarzy Polskich w Krakowie) i wznawianego dotychczas. W wydaniach pocztówkowych obiegało szereg jego obrazów, m.in. portrety znanych osób (Piłsudskiego, Paderewskiego), sceny rodzajowe patriotyczne (Opowieść o szabli) i ludowe (Swaty, Gdy on więcej nie powróci).
Przed 1923 był prezesem honorowym Związku Polskich Artystów Plastyków w Krakowie.